# كمال إدريس
كمال إدريس (بالإندونيسية: Kemal Idris)‏ هو دبلوماسي ماليزي وإندونيسي، ولد في 10 فبراير 1923 في سنغاراجا في إندونيسيا، وتوفي في 28 يوليو 2010 بسبب ذات الرئة.